# Episodi di Robin Hood (serie televisiva 1984) (prima stagione)
La prima stagione della serie televisiva Robin Hood è stata trasmessa nel Regno Unito dal 28 aprile al 26 maggio 1984 su ITV.
| nº | Titolo originale                    | Titolo italiano | Prima TV UK    | Prima TV Italia |
| -- | ----------------------------------- | --------------- | -------------- | --------------- |
| 1  | Robin Hood and the Sorcerer: Part 1 |                 | 28 aprile 1984 |                 |
| 2  | Robin Hood and the Sorcerer: Part 2 |                 | 28 aprile 1984 |                 |
| 3  | The Witch of Elsdon                 |                 | 5 maggio 1984  |                 |
| 4  | Seven Poor Knights from Acre        |                 | 12 maggio 1984 |                 |
| 5  | Alan a Dale                         |                 | 19 maggio 1984 |                 |
| 6  | The King's Fool                     |                 | 26 maggio 1984 |                 |